# II. Mihail tveri nagyfejedelem

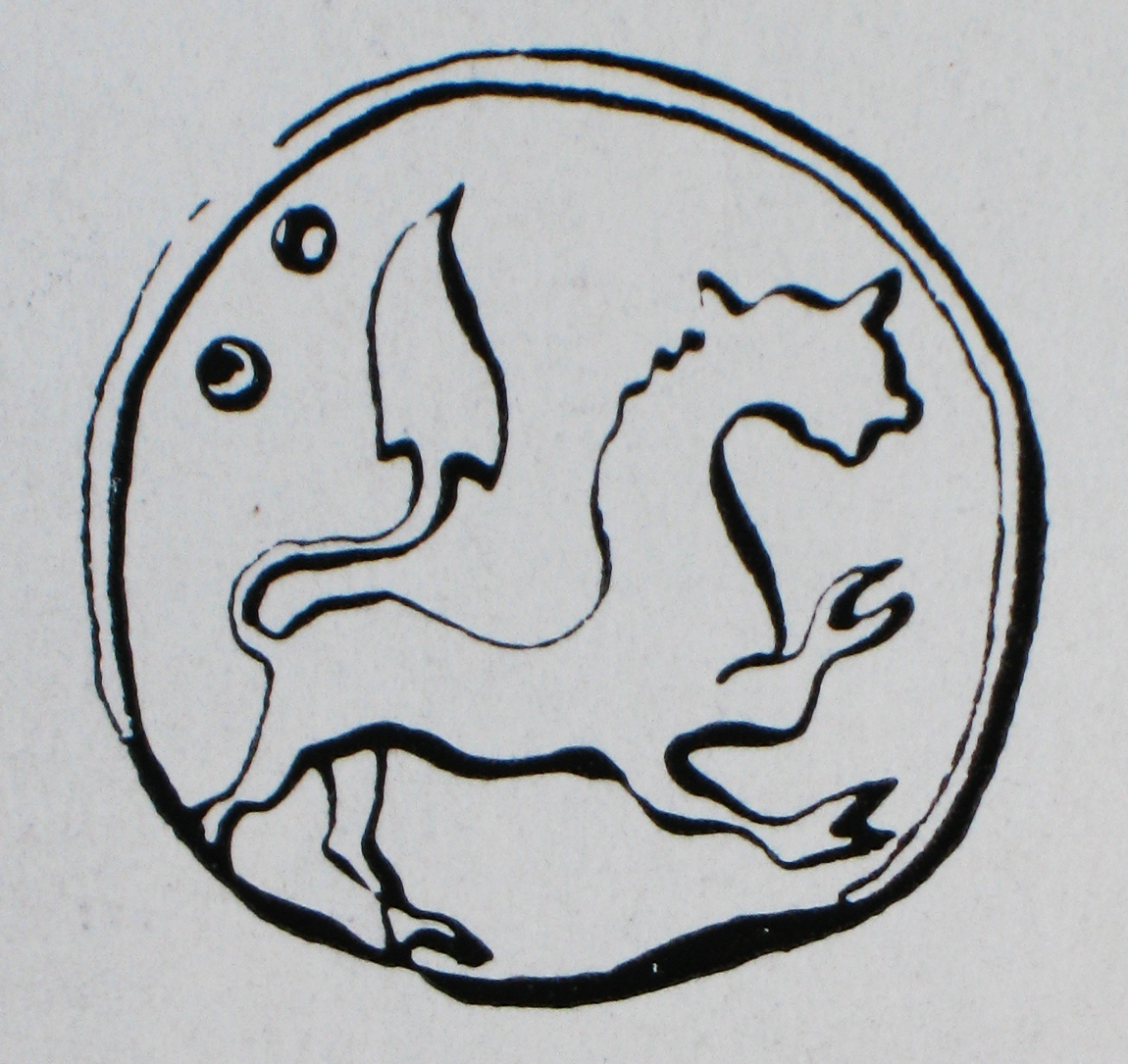
Mihail Alekszandrovics pecsétje.

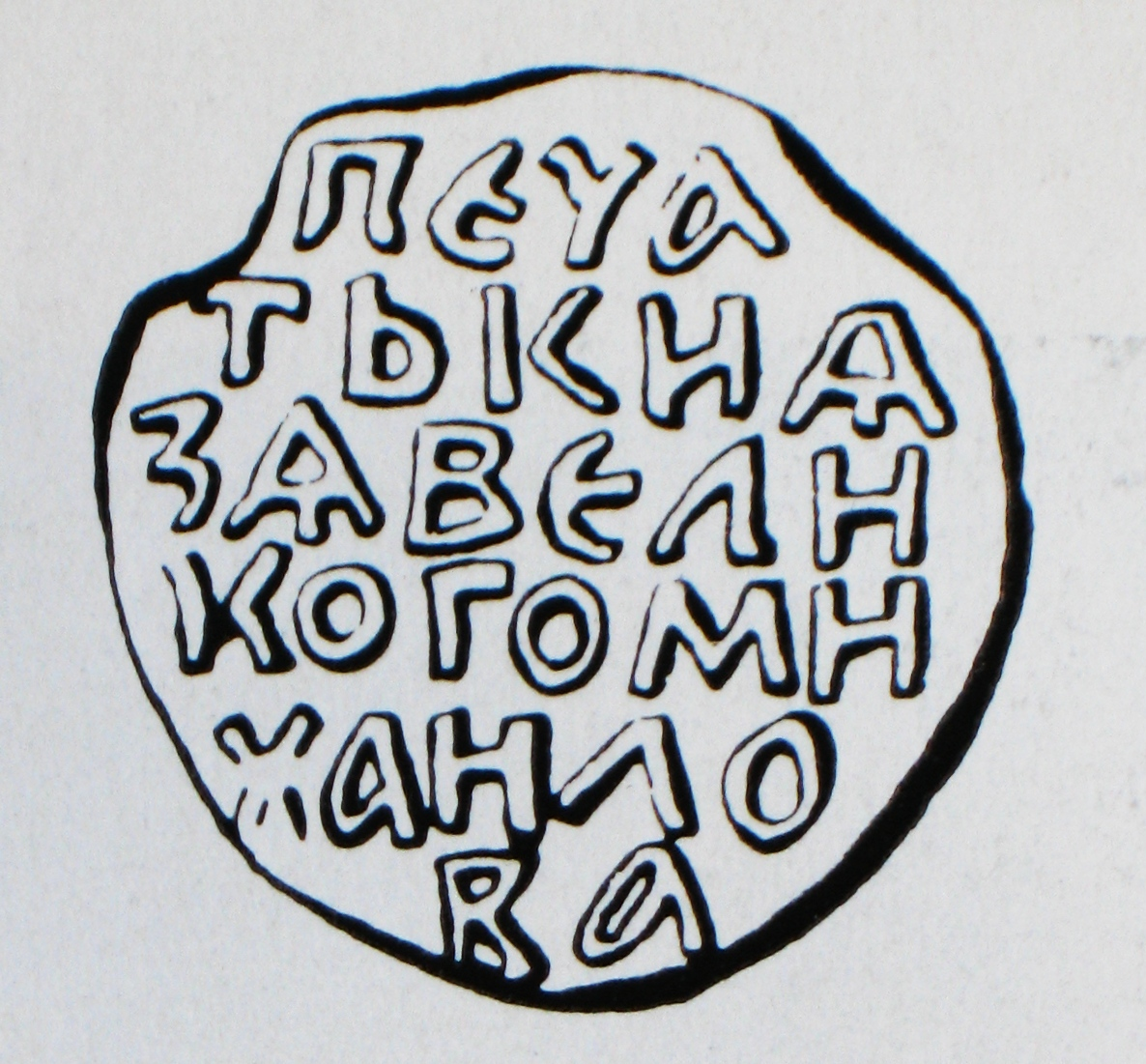
A pecsét másik oldala

II. (Szent) Mihail Alekszandrovics (oroszul Михаи́л Алекса́ндрович), (1333 – 1399. augusztus 26.) Tver fejedelme 1368-tól, nagyfejedelme 1382-től haláláig.

## Ifjúkora
Mihail a hatodik és legfiatalabb fia volt Alekszandr Mihajlovics tveri fejedelemnek. Apját és Fjodor bátyját 1339-ben a tatár kán kivégeztette. Ezután a kiskorú Mihail a hercegséghez tartozó Mikulin városát kapta meg részfejedelemségként.
1349-től kezdve elmérgesedett a viszony az akkori fejedelem, Vaszilij (Mihail nagybátyja) és az Alekszandr-leszármazottak között, 1362-ben Mikulint is megostromolták.
1364-ben nagy pestisjárvány dúlt a hercegségben, az uralkodói családban is nagy pusztítást okozva, Mihail valamennyi fivére behalt a járványba. Unokatestvére, Szimeon Konsztantyinovics Belij Gorodok-i részfejedelem is meghalt és végrendeletében nem Jeremej öccsére, hanem Mihailra hagyta birtokait. Jeremej Vaszilij fejedelemhez fordult segítségért. Először az egyház véleményét kérték, de a tveri püspök is Mihailnak adott igazat. Mikor Mihail meglátogatta a sógorát, Algirdas litván nagyfejedelmet, Vszilij és Jeremej, az alkalmat kihasználva végigpusztították annak birtokait és megostromolták Mikulint. Mihail litván csapatokkal tért vissza, Tver városában elfogta ellenfelei feleségeit és több bojárját majd Kasin városa felé indult. Útközben találkozott Vaszilij követeivel és békét kötöttek.
1368-ban a Vaszilij pártján álló moszkvai fejedelem (pontosabban a kilencéves Dmitrij helyett uralkodó Alekszij metropolita) Moszkvába rendelte Mihailt. Bár előzőleg garantálták a biztonságát, mégis fogságba vetették, ahonnan csak az éppen megérkező tatár követek nyomására szabadult ki. Mihail litván sógorához menekült, de röviddel később Vaszilij herceg meghalt és Mihail jogos örökösként az egész Tveri fejedelemség uralkodója lett.

## Harc Moszkva ellen
A moszkvai fejedelem még ugyanebben az évben haddal indult Tver ellen. Mihail ismét litván segítséget kért és közös erővel a Troszna folyónál megfutamították Dmitrij katonáit, majd ostrom alá vették Moszkvát. A város új kőfalaival nem boldogultak és mivel Algirdas aggódott nyugati szomszédai, a teuton lovagok aktivitása miatt, három nap múlva felhagytak az ostrommal. A harcok 1370-ben újultak ki, amikor Dmitrij újabb hadjáratot indított Tver ellen, és a tveri-litván hadak újból sikertelenül ostromolták Moszkvát, bár ezúttal már nyolc napig próbálkoztak de nem várták meg a felmentő seregeket és visszavonultak.
1371-ben az addig Moszkvát támogató Mamaj beglerbég, az Arany Horda tényleges irányítója Dmitrij helyett inkább Mihail Alekszandrovicsnak adta a vlagyimiri nagyfejedelmi jarlikot. A káni udvarból visszatérő Mihail, a tatár támogatást érezve le akart számolni Moszkvával. Hadjáratot indított ellene és litván segítséggel elfoglalta Kosztromát, Uglicsot és más, moszkvai fennhatóság alatt levő kisebb városokat. Dmitrij nem fogadta el ellenfele nagyfejedelmi kinevezését, fogságba vetette a tatár követet és összegyűjtötte seregeit. 1372-ben a moszkvai és litván had az Oka mellett találkozott, de csata helyett békét kötöttek. Mihail innentől a saját erőire volt utalva.
Mihail 1374-ben tett újabb próbálkozást, újból Uglics és Torzsok ellen vonult, mire válaszul Dmitrij szinte valamennyi északkeleti orosz fejedelmet mozgósította a válaszcsapásra. A litvánok csak a szmolenszki fejedelem birtokait dúlták fel, tényleges segítséget nem adtak. Mihail Alekszandrovics kénytelen volt megadni magát, lemondott Kasinról, Dmitrij ifjabb fivérének nevezte magát és kötelezettséget vállalt a moszkvaiak segítésére a tatárok ellen. Ennek ellenére az 1380-as kulikovói csatában csak a kasini és Holm-i részfejedelmek katonái vettek részt.

## A nagyfejedelmi státusz megszerzése
1382-ben Toktamis kán az adófizetés megtagadása miatt felgyújtotta és kifosztotta Moszkvát. Mihail a kánhoz utazott és kérte tőle a vlagyimiri nagyfejedelemséget. Toktamis azonban már megállapodott Dmitrijjel, hogy a korábbi mértékű (magasabb) adófizetésért cserébe a moszkvai fejedelmek megkapják Vlagyimirt. Mihailnak így is sikerült kivonnia Tvert Vlagyimir fennhatósága alól és elismertetnie önálló nagyfejedelemségként. Ezenkívül Kasint is visszakapta.
1396 környékén, miután Timur Lenk megdöntötte Toktamis hatalmát, Mihail újból megpróbált jarlikot szerezni a vlagyimiri nagyfejedelemségre, de ezúttal sem járt sikerrel.
Mihail Alekszandrovics 1399. augusztus 26-án halt meg, a tveri Szpasszkij székesegyházban temették el. Utóda legidősebb fia, Iván lett.

## Családja
Mihail Jevdokija Konsztantyinovnát (†1404), a szuzdali fejedelem lányát vette feleségül. Gyermekeik:
- Alekszandr (†1357)
- Iván (1357 – 1425), Tver nagyfejedelme
- Alekszandr (†1389) kasini részfejedelem 1382-től
- Borisz (1362–1395) kasini részfejedelem 1389-től
- Vaszilij (1364–1426) kasini részfejedelem 1395-től
- Fjodor (†1410) mikulini részfejedelem 1399-től

## Külső hivatkozások
- A Tveri fejedelemség 1360-ban

## Fordítás
- Ez a szócikk részben vagy egészben  a(z)   Михаил Александрович (князь тверской) című orosz Wikipédia-szócikk ezen változatának fordításán alapul.  Az eredeti cikk szerkesztőit annak laptörténete sorolja fel. Ez a jelzés csupán a megfogalmazás eredetét és a szerzői jogokat jelzi, nem szolgál a cikkben szereplő információk forrásmegjelöléseként.